# The Mana World
《The Mana World》（TMW）是一個大型多人線上角色扮演遊戲（MMORPG），已獲GPL許可和確認為免費軟體。 它是由超級任天堂电子遊戲《聖劍傳說2》啟發，采用不斷更新的伺服器，多個元素的2D遊戲。

## 營運概況

### 歷史起源
《The Mana World》最初是出生於意大利一個程序員的的腦海旨在娛樂的小項目，隨著時間的推移遊戲變得越來越流行，如今已超過6000個活躍註冊來自30個不同國家的玩家（不活動的帳戶將被每6個月刪除一次）。它由志願的程序員，音樂家和藝術家自發創建，以保持項目活躍。官方的伺服器由Freeyorp101, MadCamel 和 Jenalya 託管。這個項目的目標是為了創建一個類似 SNES 的遊戲，如今這個目標在很大程度上實踐了。

### 經濟
《TMW》的內部經濟一直穿插著問題，太多獲取金錢的辦法和赤字支出造成的惡性通貨膨脹仍然需要解決。他們試圖重設遊戲，然而，玩家都反對刪除自己的物品。另一個或多或少成功的方案是要向 NPC 繳交大量金錢才能解鎖任務或項目。

### ManaPlus 用戶端
Manaplus是官方的遊戲客戶端，它提供了許多增值功能，使遊戲變得獨特。

## 遊戲變體

### 伺服器
《TMW》，為了它的開放性，可以使用相同的程序連接多台伺服器遊玩。 值得注意的是，伺服器之間遊戲的劇情，角色，能講的語言和可用的武器等等差異很大。但它們具有相同的內部結構，使《The Mana World》的理念匯集了客戶端程序現有的虛擬世界。伺服器最成功的是官方語言，文本都是英文，而且都是免費的。

### 版本
第一個版本於2004年4月發布，而大約每個月會有一次更新。遊戲被分為兩個主要項目分支：分支0.0和0.1 。0.0 分支 使用eAthena伺服器來模擬仙境傳說，而0.1 分支由TMW的開發團隊專門為manaplus 創建的。

## 遊戲發展

### 獎項和外界認可
《TMW》榮獲由SourceForge的娛樂軟件類別的最佳項目入圍獎項。
在2012年基於《TMW》的 遊戲 Source of Tales 於 Open Game Art 的 Liberated Pixel Cup 比試奪得第一名 。

### 基於TMW的遊戲
TMW的成功，令各社區利用開放源代碼和許可創建自己基於TMW的遊戲.
- Land Of Fire（页面存档备份，存于）

一個複製TMW並添加和更改任務，怪物的項目。
- Evol Online（页面存档备份，存于）

一個全新的遊戲（Beta版）。你可以只可以在 manaplus 上玩EVOL（主機是預定義的）。
- Invertika server（页面存档备份，存于）

TMW的德國分支。擁有一個全新的遊戲世界。只有Invertika客戶端能運行。
- Source of Tales（页面存档备份，存于）

這款遊戲為Liberated Pixel Cup 2012（見 http://lpc.opengameart.org（页面存档备份，存于） ）的第一名。
- GermanTMW

有不同部分和新內容的伺服器。所有NPC會說德語。

## 社區
每個公會也有自己的聊天室。現時的公會系統建基於聊天 Bot。離開鍵盤的外掛玩家會經對話的方式識別。
目前遊戲的多國語言版本正在翻譯： https://web.archive.org/web/20150402112425/https://www.transifex.com/tag/the%20mana%20world/